# Angelo Damiano
Angelo Damiano (Barra, 30 settembre 1938) è un ex ciclista su strada e pistard italiano.
Professionista dal 1965 al 1972, fu campione olimpico nel tandem ai Giochi olimpici di Tokyo 1964 in coppia con Sergio Bianchetto.

## Carriera

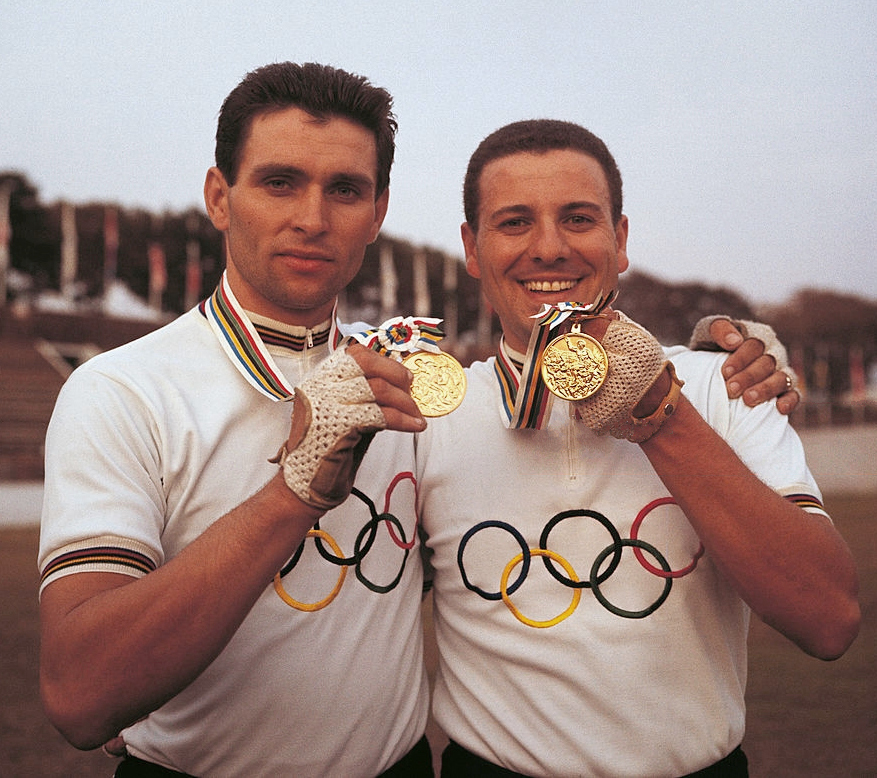
Angelo Damiano (a destra) e Sergio Bianchetto sono medaglia d'oro nel tandem ai Giochi olimpici di Tokyo

### Dilettante
Ai campionati italiani di ciclismo su pista del 1963 Angelo Damiano è medaglia d'argento nella velocità dietro a Sergio Bianchetto con il quale, però, vince la medaglia d'oro nella specialità del tandem. L'anno successivo, nel tandem, i due si debbono arrendere in finale al duo Pettenella-Turrini.
Il Commissario tecnico Guido Costa, tuttavia, ritiene di comporre la squadra italiana di ciclismo su pista ai Giochi olimpici di Tokyo schierando Pettenella nella velocità individuale e nel chilometro da fermo e dando fiducia al tandem Bianchetto-Damiano in rappresentanza della squadra azzurra. 
La scelta si rivela felicissima perché Bianchetto e Damiano vincono la medaglia d'oro olimpica e Pettenella compie il capolavoro della sua carriera, vincendo sia la medaglia d'oro nella velocità e sia la medaglia d'argento nel chilometro da fermo.
Dopo la vittoria olimpica di Tokyo 1964, Damiano passa al professionismo. 

### Professionista
Nella categoria dei professionisti Damiano ha occupato un ruolo di immediato rincalzo, rispetto ai più forti pistard italiani e stranieri, dedicandosi alla velocità senza mai rifulgere particolarmente. 
Ai campionati italiani del 1966 vince la medaglia di bronzo dietro a Bianchetto e a Beghetto. È terzo ai campionati mondiali di Amsterdam del 1967 per rinuncia di Antonio Maspes a gareggiare nella finale minore. Nel 1968, insieme a Sante Gaiardoni, è espulso da Costa dal raduno di preparazione ai mondiali per scarso rendimento. Convocato nel 1969, si ferma ai quarti di finale, battuto in tre prove dal belga Robert Van Lancker, che poi conquisterà la medaglia d'argento.
Damiano vince però la medaglia d'argento ai campionati italiani del 1969, dietro a Beghetto e quella di bronzo nel 1970, dietro a Turrini e a Gaiardoni. Nel 1970, ai Campionati del mondo di Leicester, perde la finale per il terzo posto dall'olandese Leijn Loevesijn e si deve accontentare della quarta posizione. Ha disputato anche alcune corse su strada. 
Si è ritirato nel 1972.

## Palmarès
- 1964

Giochi della XVIII Olimpiade, Tandem (Tokyo)

## Piazzamenti

### Competizioni mondiali
- Giochi olimpici

Tokyo 1964 - Tandem: vincitore
- Campionati del mondo su pista

Amsterdam 1967 - Velocità individuale: 3º
Leicester 1970 - Velocità individuale: 4º